# داميان ماكنزي
داميان ماكنزي (بالإنجليزية: Damian McKenzie)‏ هو لاعب اتحاد الرغبي نيوزلندي، ولد في 20 أبريل 1995 في Gore, New Zealand ‏ في نيوزيلندا.

## وصلات خارجية
- داميان ماكنزي عل موقع إسبنسكروم (الإنجليزية)
- داميان ماكنزي على موقع ItsRugby.co.uk (الإنجليزية)